# 伊万娜·马克西莫维奇
伊万娜·马克西莫维奇-安久希奇（1990年5月2日—）生于贝尔格莱德，是一名塞尔维亚女子射击运动员，主攻步枪项目。她的父亲戈兰曾在1988年汉城奥运上获得男子10米空气步枪金牌。她的丈夫达尼洛·安久希奇则是一名篮球选手，两人的长子于2018年出生。
伊万娜曾被选为2014年南京青奥的榜样运动员。她也曾在2016年里约奥运担任塞尔维亚代表团的开幕式旗手。